# Mike Singletary
Michael "Mike" Singletary (9 de outubro de 1958, Houston, Texas) é o ex-técnico (head coach) do San Francisco 49ers da National Football League. Antes de se tornar treinador do 49ers entre 2008 e 2010, Singletary atuou toda sua carreira profissional na liga como linebacker pelo Chicago Bears depois de uma bem sucedida carreira na Baylor University. Depois da faculdade, Singletary foi draftado pelos Bears na segunda rodada do Draft de 1981 da NFL e era conhecido como "O Coração da Defesa" da poderosa unidade defensiva dos Bears na década de 80. Seu apelido era "Samurai Mike". Ele entrou oficialmente no Hall da Fama da liga em 1998.